# Bombe d'amande

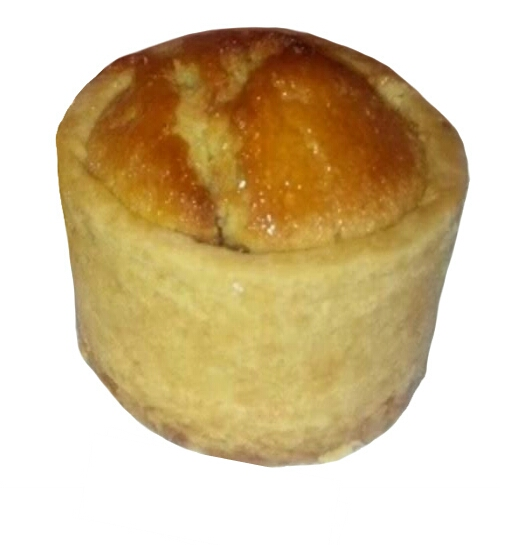
Une bombe d'amande.

La bombe d'amande ou bombe d'amour, (en allemand mandelbombe) (en anglais almond bomb) est un gâteau sucré à base d'amandes.

## Origine
La bombe d'amande est un dessert d'origine suisse considéré comme un classique du confiseur Frey. Une autre recette similaire baptisée Bombe aux amandes est attribuée au fameux pâtissier français Lenôtre.

## Étymologie
Sa surface bombée et sa composition riche en amandes (crème amande, amande en poudre, amandes effilées et amandes hachées) lui a valu l'appellation Bombe d'amande. D'autre part, sa variante produite à l'aide de moules sous forme de cœur est à l'origine du nom Bombe d'amour. Il est plus connu sous ce dernier nom au Maroc.